# أرسين أداموف
أرسين أداموف (الروسية: Адамов, Арсен Русланович) هو لاعب كرة قدم روسي في مركز الدفاع، ولد في 20 أكتوبر 1999 في نيجني تاجيل في روسيا. لعب مع أورال يكاترينبورغ ونادي أحمد غروزني.

## وصلات خارجية
- أرسين أداموف على موقع قاعدة بيانات كرة القدم.إي يو (الإنجليزية)
- أرسين أداموف على موقع Soccerway.com (الإنجليزية)
- أرسين أداموف على موقع عالم كرة القدم.نت (الإنجليزية)